# De fyra böckerna

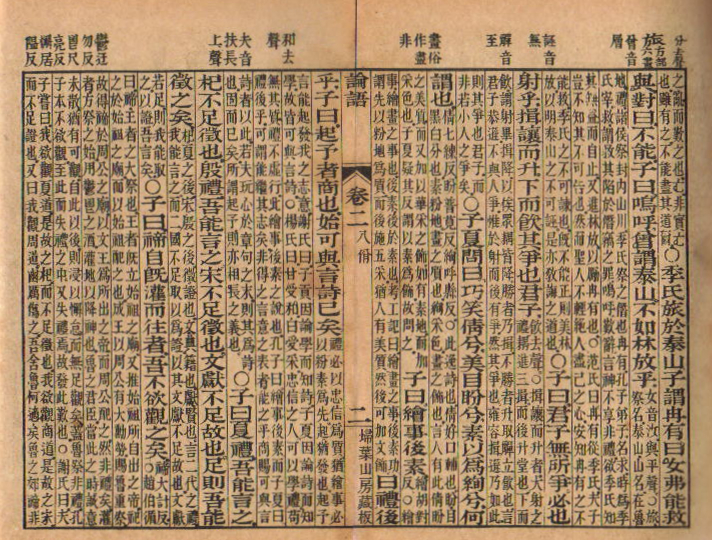
Analekterna vol. 2 Hachi-itsu

De fyra böckerna (kinesiska: 四書, pinyin: Sì Shū) är fyra klassiska kinesiska texter som fungerar som en introduktion till konfucianismen. De valdes ut av filosofen Zhu Xi under Songdynastin och omfattar: 
1. Den stora läran (kinesiska: 大學, pinyin: Dàxué), en text av Konfucius och med kommentarer av Zeng zi.
2. Zhongyong eller Läran om mitten (kinesiska: 中庸, pinyin: Zhōngyōng) en text av Zisi, barnbarn till Konfucius.
3. Analekterna (kinesiska: 論語, traditionell kinesiska: 论语. pinyin: Lúnyǔ), en samling av Konfucius tal och samtal med hans lärjungar.
4. Mencius (kinesiska: 孟子, pinyin: Mèngzĭ) en samling samtal med Mencius.

De fyra texterna användes som obligatorisk kurslitteratur för examination av offentligt anställda i Kina från 1313 till 1905. De ansågs introducera kinesiska studenter till den konfucianska traditionen och följdes av en studie av mer omfattande och tyngre skrifterna Wujing (De fem klassikerna).